# Surmodernità
Il neologismo surmodernità è stato creato dall'antropologo francese Marc Augé nello sviluppo della teoria dei nonluoghi. Con il termine surmodernità, calco dal francese surmodernité, ma che si potrebbe anche tradurre con supermodernismo o sovramodernismo, inteso come  evoluzione ulteriore rispetto al postmodernismo, si intende fare riferimento ai fenomeni sociali, intellettuali ed economici connessi allo sviluppo delle società complesse alla fine del ventesimo secolo, con riferimento in particolare al superamento della fase postindustriale e alla sempre più invasiva diffusione della globalizzazione nella vita degli individui.
La condizione di surmodernità rappresenta il recto della medaglia il cui rovescio è stato costituito dalla postmodernità ed è definita dallo stesso Augé attraverso la figura dell'eccesso, nelle sue declinazioni di eccesso di tempo, eccesso di spazio ed eccesso dell'individuo o dell'ego.
L'eccesso di tempo si risolve in una difficoltà di pensare il tempo a causa della sovrabbondanza di avvenimenti del mondo contemporaneo.
L'eccesso di spazio è anch'essa una trasformazione accelerata del mondo contemporaneo che porta da un lato al restringimento del pianeta rispetto alla conquista dello spazio e, dall'altro, alla sua apertura grazie allo sviluppo dei mezzi di trasporto rapido. In questa dimensione nascono e si moltiplicano i nonluoghi.
L'eccesso di ego si manifesta nel momento in cui, come avviene nelle società occidentali, l'individuo si considera un mondo a sé: si ha cioè un'individualizzazione dei riferimenti poiché l'individuo si propone di interpretare da sé stesso per sé stesso le informazioni che gli vengono date.